# Diego Martínez López
Diego Martínez López (* 1921 en Guadalajara, Jalisco, México) es un futbolista mexicano retirado. Jugó para el Club Deportivo Guadalajara de 1943 a 1947 y fue entrenador en las fuerzas básicas del club, destacando su actuación con el Club Deportivo Tapatío con quien logró el ascenso de Tercera División a Segunda.
Martínez se inició en el Club Deportivo Nacional de Guadalajara a la edad de 14 años, llegó al primer equipo en el año de 1939 y permaneció en él hasta 1942. En 1943 es contratado por el Club Deportivo Guadalajara para formar parte del primer equipo que competiría en la Liga Mayor.

## Clubes
| Club        | País   | Año         |
| ----------- | ------ | ----------- |
| Nacional    | México | 1939 - 1942 |
| Guadalajara | México | 1943 - 1947 |